# Рушевине манастира Тавница
Рушевине манастира Тавница се налазе насељеном месту Ајновце, на територији општине Косовска Каменица, на Косову и Метохији. Представљају непокретно културно добро као споменик културе.
Остаци цркве се налазе на темељима старије тробродне грађевине, са основом у виду уписаног крста. Вероватно је била надвишена куполом, тако да је током конзерваторских радова покривена дрвеном кровном конструкцијом. Начин зидања са правилним каменим тесаницима уоквиреним опеком и пластичном декорацијом у виду уврнутог ужета указује на 14. век као време настанка. Фрагментарно сачувани живопис - ликови старозаветних пророка, Аврама, Саре, једног арханђела и непознатог владара са лоросом (можда ктитора?) - показују висок степен образованости сликара који је наклоњен графичким решењима. Крај очуваног лика владара може се прочитати угребани запис дечанског јеромонаха који 1741. године посетио манастир.

## Основ за упис у регистар
Решење Завода за заштиту и научно проучавање споменика културе АКМО у Приштини, бр. 476 од 9. 7. 1955. г. Закон о заштити споменика културе и природних реткости (Сл. гласник НРС бр. 54/4).